# 1600

1600(천육백)은 1599보다 크고 1601보다 작은 자연수다.

## 수학
- 합성수로, 그 약수는 총 21개다. (1, 2, 4, 5, 8, 10, 16, 20, 25, 32, 40, 50, 64, 80, 100, 160, 200, 320, 400, 800, 1600)
  - 1600의 진약수의 합은 2337이므로, 1600은 과잉수다.
- 40번째 제곱수(402)다. 앞의 제곱수는 1521, 다음은 1681이다.
- {\displaystyle 1600=24^{2}+32^{2}}
  - 연속하는 두 개의 {\displaystyle 8n}({\displaystyle n}은 자연수)의 제곱합으로 나타낼 수 있으며, 이 성질을 지닌 앞의 수는 832, 다음 수는 2624다.
- {\displaystyle 7^{8}-1}은 1600으로 나누어떨어진다.

## 과학·기술
- NGC 1600(영어판): 에리다누스자리 방향에 있는 타원은하.
- 1600 비소츠키(영어판): 소행성.
- 노키아 1600(영어판): 노키아의 휴대 전화.

## 교통
- 1600계(일본어판): 일본에서 숫자 1600을 사용하는 철도 차량들을 일컫는 용어.

## 문화유산
- 대한민국의 보물 제1600호: 진주성도

## 스포츠
- 1600미터 이어달리기: 육상 경기의 종목 중 이어달리기 경기의 하나.

## 작품
- 《Romance 1600(영어판)》: 실라 E.의 두 번째 정규 음반. (1985년 8월 26일 출시)
- 《1600 펜》: 2012년 12월 17일부터 2013년 3월 28일까지 미국 NBC에서 방영된 드라마.

## 기타
- 연도: 1600년, 기원전 1600년
- 1600년대
- 대한민국의 고객센터 대표 전화번호의 하나.
- 1600 세븐스 애비뉴(영어판): 미국 워싱턴주 시애틀에 있는 사무용 건물.
- 1600 스미스 스트리트(영어판): 미국 텍사스주 휴스턴에 있는 사무용 건물.

## 같이 보기
- 1000